# Казачинское (Иркутская область)
Казачинское — село в Иркутской области, административный центр Казачинско-Ленского района и Казачинского сельского поселения.
Расположено на правом берегу реки Киренга в 490 км к северо-востоку от Иркутска, в 125 км к юго-востоку от Усть-Кута и в 130 км к северо-западу от Северобайкальска.
Основано в 1776 году переселенцами и казаками как небольшой военный форпост, отсюда и название.

## Население
| 1959  | 1970  | 1979  | 1989  | 2002  | 2010  | 2011  |
| ----- | ----- | ----- | ----- | ----- | ----- | ----- |
| 1411  | ↗1819 | ↗2305 | ↗2792 | ↘2650 | ↘2624 | ↘2612 |
| 2012  |       |       |       |       |       |       |
| ↘2607 |       |       |       |       |       |       |

## Транспорт
Есть тупиковая подъездная дорога к селу от автодороги Усть-Кут — Северобайкальск со стороны посёлка Магистральный (13 км к юго-западу), там же в посёлке находится ж/д станция Киренга (БАМ).
До 2006 года в селе действовал аэропорт. С июля 2013 года по апрель 2016 года в Казачинское выполняла рейсы авиакомпания «ПАНХ», на самолёте Cessna 208 Grand Caravan из Улан-Удэ и Иркутска, позже полёты из-за финансовых проблем авиакомпании были прекращены. Весной 2017 года полёты возобновились силами авиакомпании «Сибирская Лёгкая Авиация» (СиЛа). В настоящее время из Иркутска выполняется рейс на самолёте Ан-28.